# Jean-Christophe Victor
Jean-Christophe Victor, rođen 30. svibnja 1947. u Parizu, a umro 28. prosinca 2016. u Montpellieru, francuski etnolog, predavač i stručnjak u području geopolitike i međunarodnih odnosa.
Osnivač i voditelj Laboratorija za politička istraživanja i kartografske analize (Lépac), čija su uža specijalnost primijenjena istraživanja u geopolitici te projiciranje budućih kretanja. Istaknuo se razvivši originalan televizijski format temeljen na kartama geografskih, političkih i, u pravom smislu riječi, geopolitičkih koncepata, emisiju S otvorenim kartama (franc. Le Dessous des cartes, njem. Mit offenen Karten), koja se od 1990. prikazivala prvo na TV postaji La Sept, a zatim na Arte-u.

## Biografija

### Obitelj
Jean-Christophe Victor je sin polarnog istraživača Paul Emilea Victora i televizijske producentice Éliane Victor (rođ. Decrais).
Suprug je Virginia Raisson, s kojom ima četvero djece.

### Obrazovanje
Diplomirao je kineski jezik na Institutu za orijentalne jezike, završio poslijediplomski jednogodišnji studij u području političkih znanosti (1982) te doktorirao etnologiju na Institut za etnologiju u muzeju Čovjeka. Za potrebe svog rada, on provodi godine u zabačenom selu u Birdim, selo Tamang, u Nepalu. On razvija strast za azijskog kontinenta.

### Karijera
Početkom 1970-ih godina, netom nakon što je diplomirao, kandidira za radno mjesto u Ministarstvu vanjskih poslova, u nadi da će biti zaposlen u diplomatskome predstavništvu u Pekingu. No, privremeno ga se imenuje kulturnim atašeom u Kabulu (Afganistan). Nakon invazije Sovjetskog Saveza na Afganistan, angažiran je u Centru za analizu i predviđanja (CAP), kako bi dao svoj doprinos odličnim poznavanjem situacije u toj zemlji. 
Iz tog iskustva se rađa njegov osjećaj za sintezu, i on je napisao svoju prvu knjigu Grad šumova, u kojoj opisuje ulazak Afganistanaca u rat tijekom 1980-ih godina. Također sudjeluje u brojnim humanitarnim misijama u Afganistanu i Pakistanu, između ostaloga i kao suosnivač udruge Akcija za borbu protiv gladi. U CAP-u radi od 1980. do 1989. godine.